# HGÜ Wolgograd–Donbas

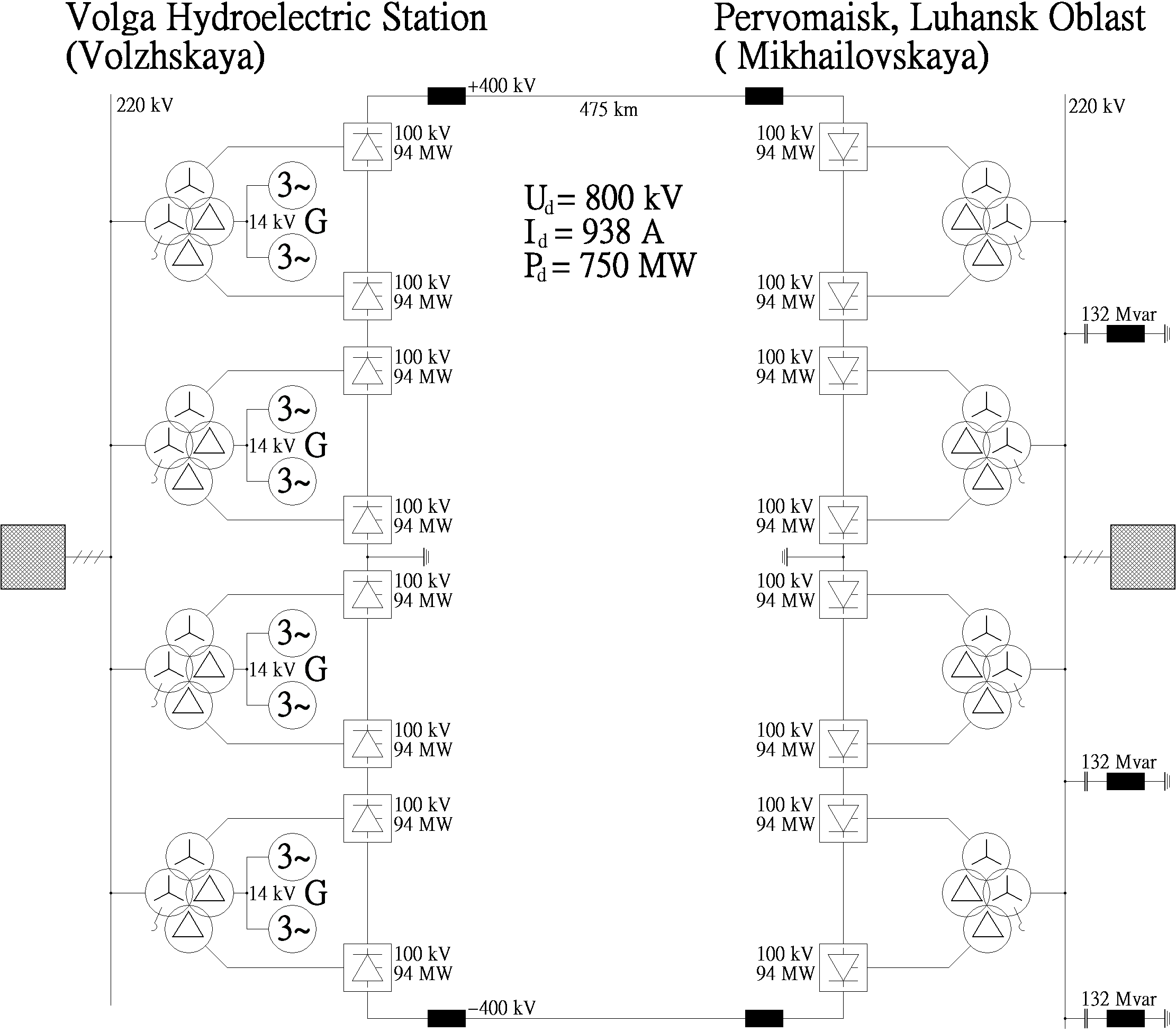
Schematisches Diagramm der HGÜ Wolgograd–Donbas

Die HGÜ Wolgograd–Donbas ist eine 475 km lange, ursprünglich auf 400 kV ausgelegte bipolare Hochspannungs-Gleichstrom-Übertragungsleitung (HGÜ), welche zur Energieübertragung vom Wasserkraftwerk Wolgograd zum Donbasbecken (und umgekehrt) verwendet wird. Die HGÜ Wolgograd–Donbas ist nach der inzwischen stillgelegten HGÜ „Elbe-Projekt“ von Kaschira nach Moskau die zweite HGÜ-Anlage, die in der ehemaligen Sowjetunion gebaut wurde. Die Anlage ist heute in schlechtem Zustand und wird mit 100 kV betrieben.

## Stromrichterstation Wolschskaja
Der Terminal des Wasserkraftwerks Wolgograd, die Stromrichterstation Wolschskaja befindet sich auf dem Damm des Kraftwerks bei 48° 49′ 34,0″ N, 044° 40′ 20,0″ O. Jeder der beiden Pole besteht aus 4 in Reihe geschalteten Drehstromventilbrücken, welche zwei in Reihe geschaltete Zwölfpulsbrücken bilden. Ursprünglich waren alle Ventile der Anlage Quecksilberdampfgleichrichter ausgelegt für eine Spannung von 100 kV und eine maximale Stromstärke von 938 Ampere. 1977 wurden die Quecksilberdampfgleichrichter einer Ventilbrücke durch Thyristoren ersetzt. Die Stromrichtertransformatoren der Stromrichterstation Wolschskaja werden direkt von den Generatoren des Wasserkraftwerks Wolgograd mit 14-kV-Drehstrom gespeist, wobei zwei parallel geschaltete Generatoren an einem Transformator hängen. Neben den beiden für die Realisierung der Zwölfpulsschaltung nötigen Sekundärwindungen besitzen die Stromrichtertransformatoren noch eine dritte Sekundärwindung, um die erzeugte Energie in das 220-kV-Netz einzuspeisen.
Die Stromrichterstation hat keine Oberschwingungsfilter. Die gesamte für den Betrieb der Stromrichter nötige Blindleistung wird von den Generatoren des Kraftwerks geliefert.

## Leitung

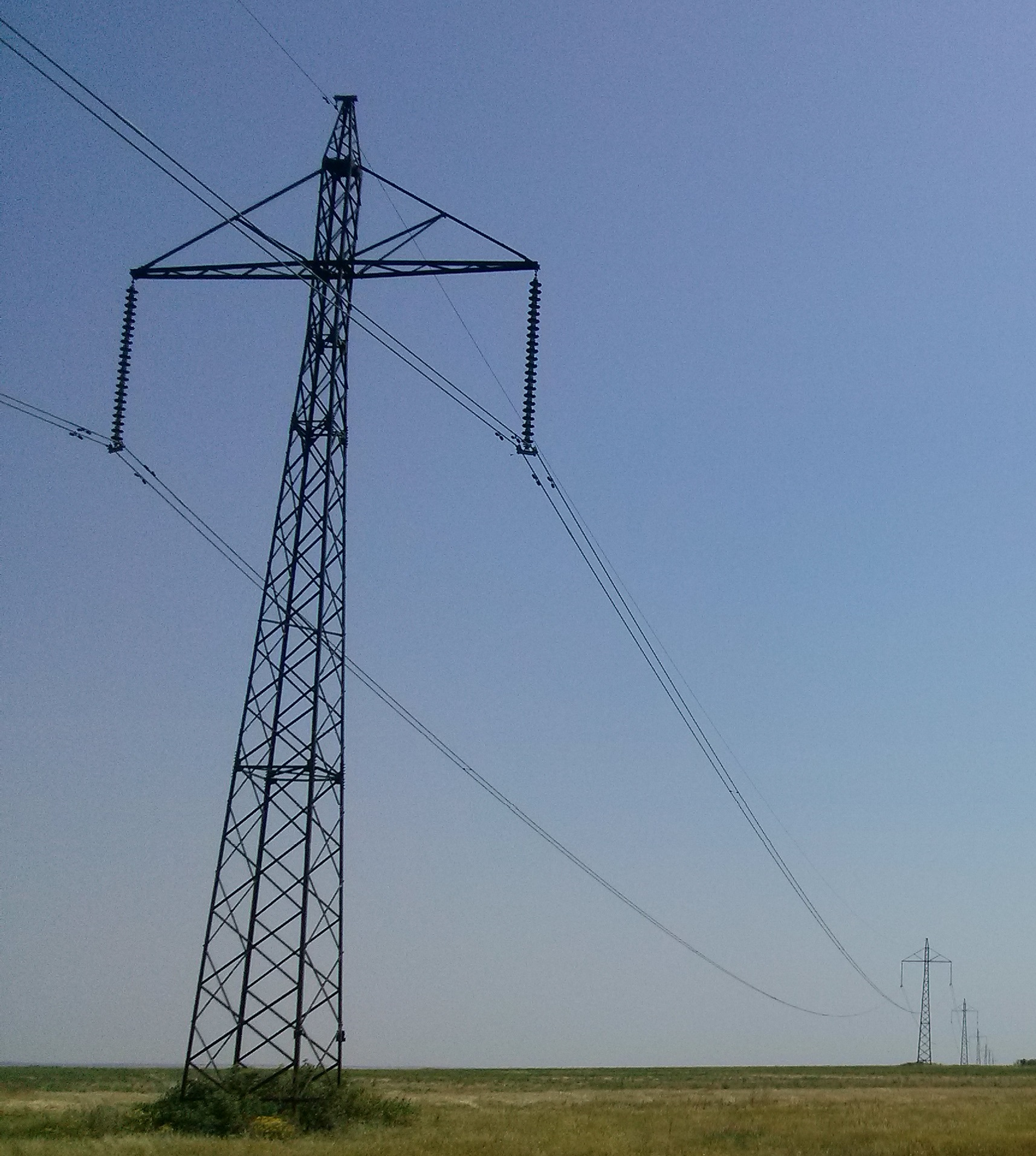
Tragmast der HGÜ Wolgograd–Donbas

Die Leitung zum Donbas hat eine Länge von 475 Kilometern und ist in ihrer gesamten Länge als Freileitung ausgeführt. Die Tragmaste der Leitung haben – wie die meisten Maste von HGÜ-Freileitungen – eine Traverse, an deren Ende je ein Leiterseil an einem Hängeisolator befestigt ist. Es werden zwei Typen von Abspannmasten verwendet und zwar Gittermaste, die in ihrer Bauweise den Tragmasten ähneln und pfahlartige Konstruktionen, welche von zwei diagonalen Streben gestützt werden und da sie nur ein Leiterseil tragen, stets paarweise nebeneinander stehen.
Südwestlich von Kamennyy gibt es einen Abschnitt der Leitung, wo für drei Leiterseile ausgelegte Portalmaste zum Einsatz kommen, obwohl die Leitung auch dort – wie in ihrer gesamten Länge – nur zwei Leiterseile hat.

## Elektroden und Elektrodenleitung
Die HGÜ Wolgograd–Donbas kann auch einpolig mit Rückleitung über die Erdung betrieben werden, weshalb zwei Erdungselektroden existieren. Beide Elektroden sind Landelektroden, die aus einem 30 mm dicken Stahlstab bestehen, der in einem mit Koks gefüllten Loch steckt.
Die Elektrodenleitungen sind auf Masten ähnlich denen der Hauptleitung installiert, die aber kleiner sind. Im Unterschied zur Hauptleitung sind alle Abspannmaste der Elektrodenleitung freistehende Gittermasten mit einer Traverse. Als Tragmaste werden in der Regel Betonmaste mit einer einzigen Traverse aus Stahl verwendet. Nur für Tragmaste außergewöhnlicher Höhe werden auch Gittermaste verwendet.
Die Elektrode der Station Mikhaiilovskaja befindet sich nördlich von Smile. Sie ist über eine 32 km lange Freileitung mit zwei parallel geschalteten ACSR-Leiterseilen mit 2450 mm2 Querschnitt mit der Stromrichterstation Mikhaiilovskaja verbunden. Die Elektrodenleitung verläuft von Mikhailovskaja bis Zolobok westlich der Hauptleitung. Bei Zolobok unterquert sie diese und folgt ihr auf der anderen Seite bis Krymske, wo sie den Weg der Hauptleitung verlässt und in südöstlicher Richtung zur Elektrode abbiegt.
Die Elektrode der Stromrichterstation Wolgograd befindet sich nordwestlich von Kamennyy. Sie ist mit der Stromrichterstation über eine 24 km lange Freileitung mit zwei parallel geschalteten ACSR-Leiterseilen mit 2450 mm2 Querschnitt verbunden.

## Stromrichterstation Michailowskaja
Die Stromrichterstation im Donbas-Gebiet, die Stromrichterstation Michailowskaja, befindet sich nordöstlich von Perwomajsk in der ukrainischen Provinz Luhansk bei 48° 39′ 13,0″ N, 038° 33′ 56,0″ O. Wie bei der Stromrichterstation Wolschskaja werden für jeden Pol 4 in Reihe geschaltete Drehstromventilbrücken verwendet, welche zwei in Reihe geschaltete Zwölfpulsbrücken bilden. Auch in dieser Station wurden 1977 die Quecksilberdampfgleichrichter einer Ventilbrücke durch Thyristoren ersetzt.
Hervorzuheben ist, dass die Gleichstromleitung die gesamte Drehstromschaltanlage überquert, bevor sie die auf der südlichen Seite der Anlage gelegene Stromrichterhalle erreicht. Die Stromrichterhalle selbst ist 219 Meter lang und hat einen 54 Meter langen Flügel, der in südsüdwestliche Richtung zeigt.
Die Ventile der Stromrichterstation Michailowskaja sind über die Stromrichtertransformatoren mit der 220-kV-Ebene verbunden. Die Station verfügt über 3 Oberwellenfilter, die sich 100 Meter nördlich der Schaltanlage befinden und von denen jedes eine Blindleistung von 132 MVA liefert.